# Puleva
Puleva (acrónimo de PUra LEche de VAca) es una empresa española con sede en Granada, perteneciente a la industria láctea. Los productos que comercializa están muy diversificados, como por ejemplo, leche, batidos, quesos o papillas. En la actualidad constituye una filial del grupo francés Lactalis.

## Historia
Los orígenes de la empresa se retrotraen a 1910, con la creación de la Unión Vinícola Industrial por parte de un grupo de industriales del comercio y la hostelería de Granada. En 1954 esta sociedad cambiaría su denominación a Unión Industrial y Agroganadera (UNIASA), obteniendo por esa época la licencia para montar una central lechera en la capital granadina. A partir de 1958 se empieza a comercializar la marca «Puleva».
En el año 2001 se fusionó con Azucarera Ebro Agrícolas, formando el grupo Ebro Puleva. No obstante, Puleva siguió manteniendo su identidad como una filial de la que en su momento constituyó la principal empresa del sector alimenticio español. En septiembre de 2010 Ebro Foods vendió Puleva al grupo francés Lactalis, el más grande en el sector lácteo a nivel mundial y con presencia en más de ciento cuarenta países. La operación no incluyó la participación del 51% que Ebro Puleva tiene de la biotecnológica Puleva Biotech. En los años posteriores Puleva Biotech cambió su razón social a Biosearch.